# جيهان الحلو
جيهان الحلو (1943-) هي باحثة وكاتبة فلسطينية، ولدت في حيفا -فلسطين. هُجِّرت مع عائلتها إلى لبنان بعد النكبة. حصلت على شهادة البكالوريوس والماجستير في تخصص العلوم السياسية والإدارة العامة من الجامعة الأمريكية في بيروت. عملت في مجال البحث الأكاديمي والصحافة، وتولت مناصب قيادية في مؤسسات فلسطينية بارزة. ساهمت في توثيق التاريخ الفلسطيني من منظور المرأة والنضال المجتمعي. ترأست جيهان الحلو فرع المجلس العالمي لكتب اليافعين في فلسطين (ايبي). كما مثلت اتحاد المرأة في المجلس الوطني الفلسطيني.

## النشأة والمسيرة المهنية
استقرت جيهان الحلو في بيروت، وانخرطت في صفوف حركة فتح، مهتمة في قضايا المرأة الفلسطينية، عملت مع الاتحاد العام المرأة الفلسطينية. كلفت بمنصب الأمين العام المساعد للجنة الثقافية والإعلام والدراسات في المؤتمر العاشر للاتحاد النسائي العربي العام.
غادرت بيروت إلى سوريا بعد مجزرة صبرا وشاتيلا عام 1982. عادت إلى فلسطين بعد عام 2000. عملت مديراً عاماً لمؤسسة تامر للتعليم المجتمعي، حيث ركزت على تعزيز الفكر النقدي والتعليم. كما كانت باحثة في مركز الأبحاث الفلسطيني ومؤسسة الدراسات الفلسطينية، بالإضافة إلى عملها كمحررة في عدد من الصحف العربية.

## صدر لها
صدر لها مجموعة من الكتب والمقالات منها:
- أصدرت الحلو في عام 2009 كتاب “المرأة الفلسطينية: المقاومة والتغيرات الاجتماعية – شهادات حية للمرأة الفلسطينية في لبنان 1965-1985″، عن مركز المرأة الفلسطينية للأبحاث والتوثيق، عام 2009، يندرج هذا الكتاب تحت باب “التاريخ الشفوي”، حيث يضم العديد من المقابلات مع نسوة فلسطينيات في فلسطين والأردن وسورية ولبنان.[5]
- "صورتان من المقاومة: أبو عمر و{فصع}}محجوب عمر"، صدر عام 2012 عن مؤسسة الدراسات الفلسطينية إلى جانب الكاتب إلياس خوري. تناولت فيه سيرة زوجها المناضل الفلسطيني حنا ميخائيل (أبو عمر)، الذي اختفى عام 1976 أثناء مهمة نضالية بحرية في الحرب اللبنانية.[6]
- غُيب فازداد حضوراً - حنا إبراهيم ميخائيل - ابو عمر، صدر عن دار الأهلية، عمان 2020.[7]
- مقال فلسطين: فلنسمِّ الأشياءَ بمسمّياتها! 2020.[8]

## تكريم
حظيت جيهان الحلو بتكريم من جامعة فلسطين التقنية – خضوري، تقديرًا لجهودها في توثيق تاريخ المرأة الفلسطينية ونضالها، وفي إثراء الحركة الأدبية.